# توني غولييلمو
توني غولييلمو هو سياسي أمريكي، ولد في 13 أكتوبر 1940. نشط حزبياً في الحزب الجمهوري. وقد انتخب عضو مجلس ولاية كونيتيكت ‏.